# Arca di San Domenico

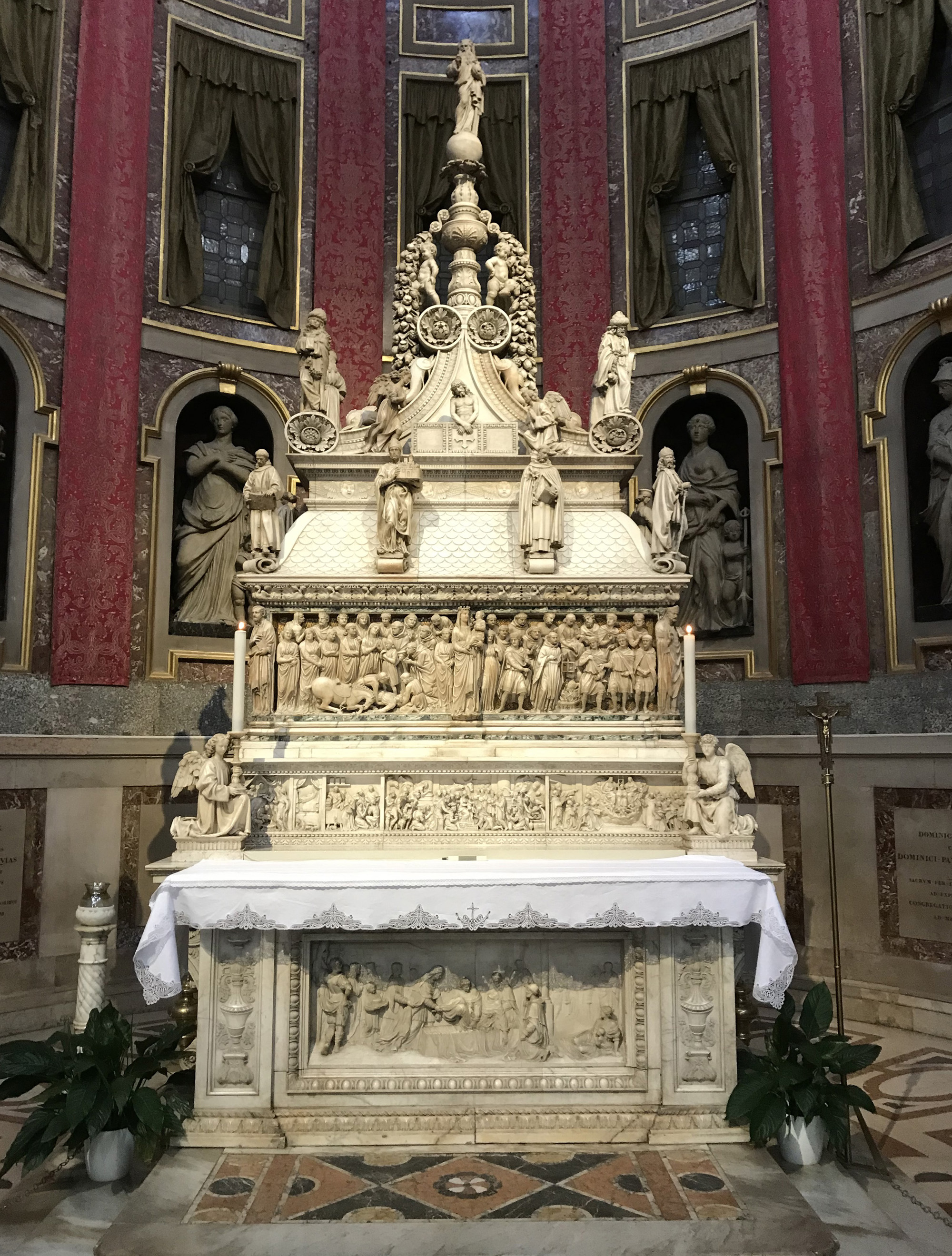
Gesamtansicht der Arca di San Domenico

Die Arca di San Domenico ist ein reich verziertes Marmorgrabmal in der Basilica di San Domenico in Bologna, das die sterblichen Überreste des hl. Dominikus bewahrt. 
Dominikus’ Körper liegt in einem Sarg aus Zypressenholz, sein Kopf wird separat im Reliquienschrein des Goldschmieds Jacopo Roseto da Bologna (1383) auf der Rückseite des Grabmals aufbewahrt.

## Geschichte
Dominikus wurde nach seinem Tod am 6. August 1221 zunächst hinter dem Altar der kleinen Vorgängerkirche des heutigen Baus bestattet. Die Kirche gehörte zum Kloster San Nicolò delle Vigne, in dem sich Dominikus’ Orden 1219 niedergelassen hatte.

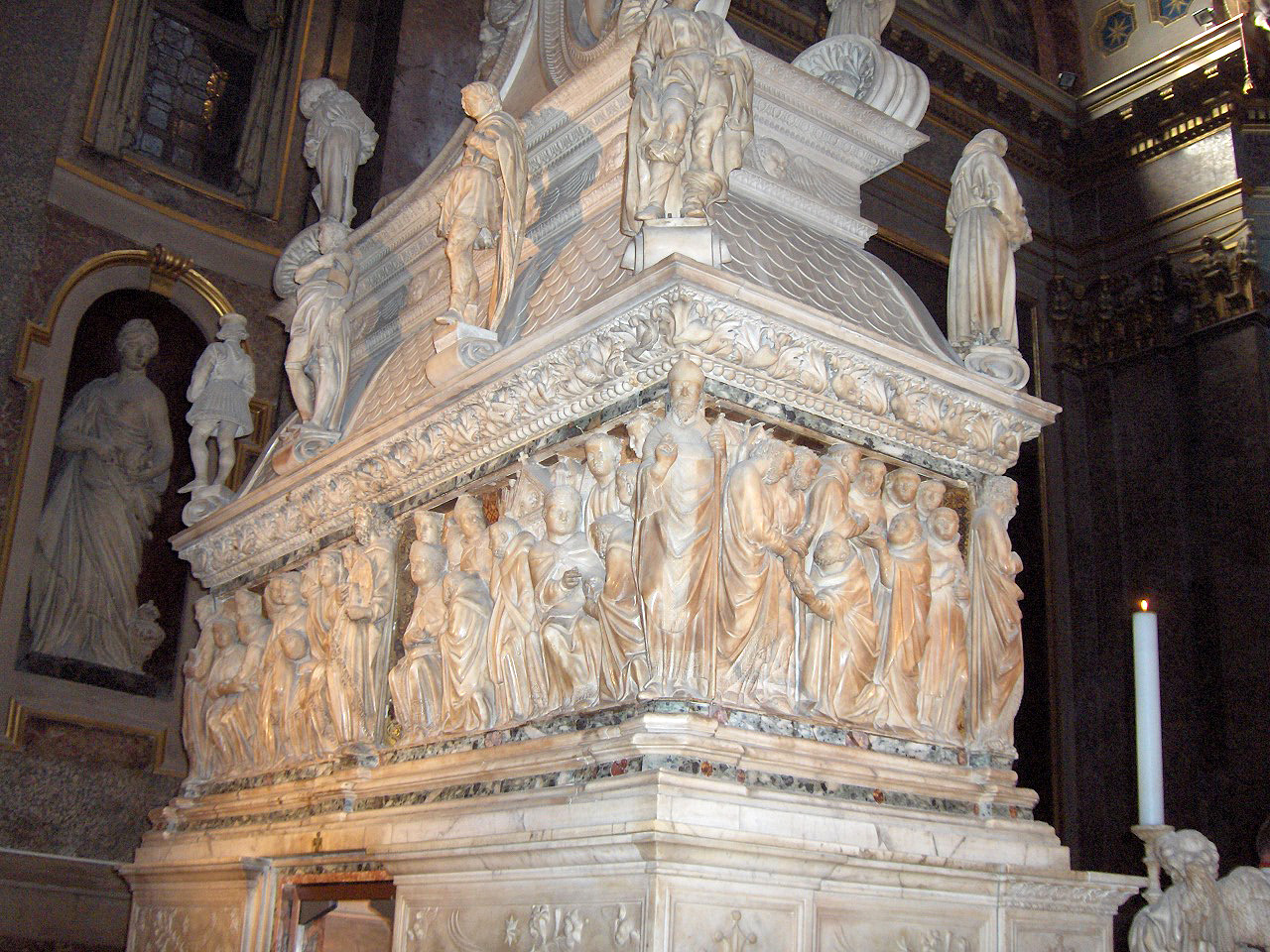
Reliefs von Niccolò Pisano und Schülern

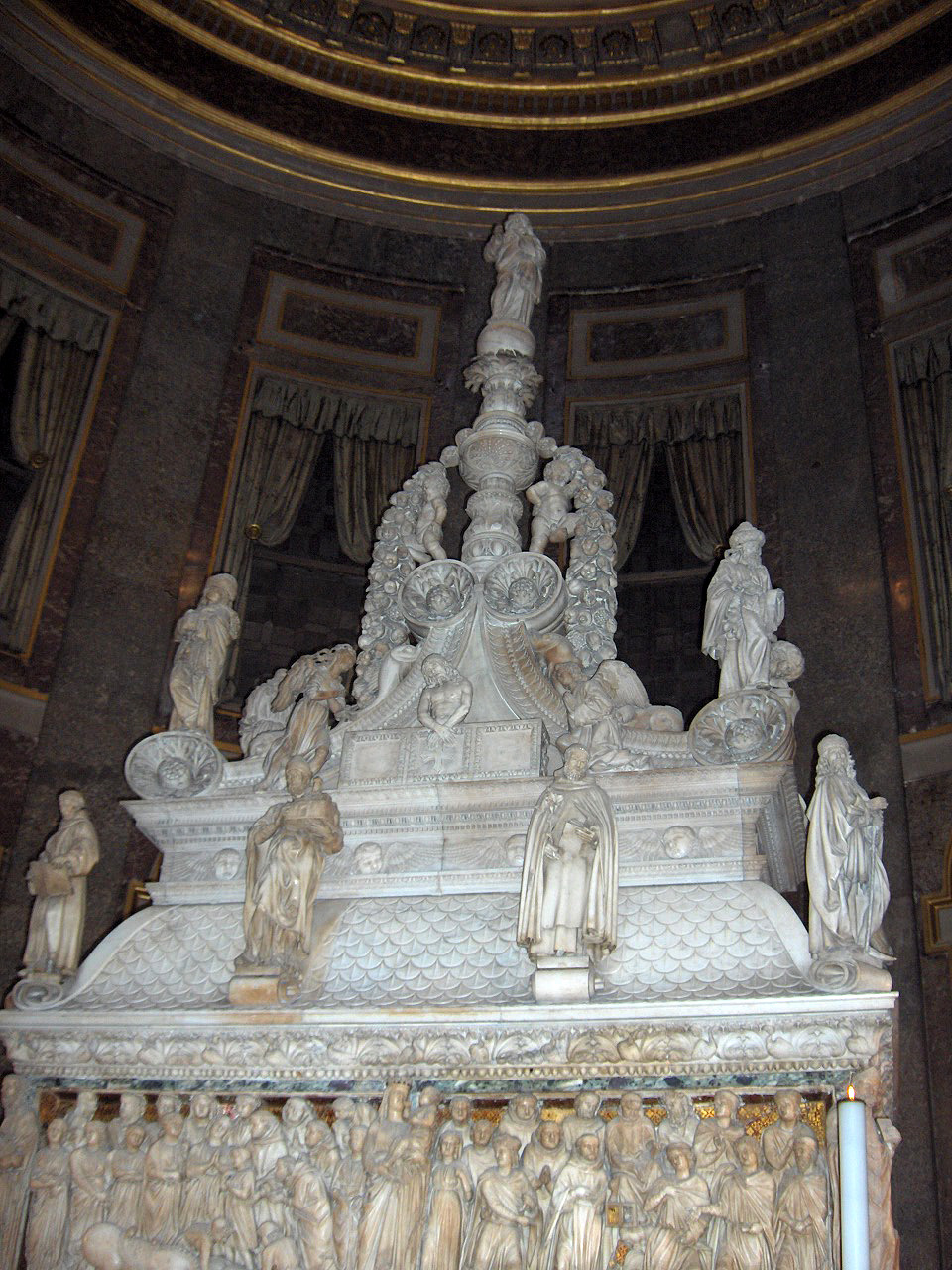
Der Sargdeckel

1228 begann der Ausbau zur heutigen Basilika. Dominikus’ sterbliche Überreste wurden in einen schlichten Marmorsarg überführt, der zunächst im rechten Gang auf dem Boden stand. Dort war er für die zahlreichen Pilger schlecht sichtbar, sodass die Dominikaner 1264 einen neuen, aufwendig skulptierten Schrein in Auftrag gaben. Niccolò Pisano war verantwortlich für den Entwurf, die Ausführung besorgten überwiegend seine Mitarbeiter Lapo di Ricevuto und Arnolfo di Cambio. Ursprünglich trugen Karyatiden den Sarg; nach einer Umgestaltung des Grabmals befinden sich diese Figuren heute in verschiedenen Museen wie dem Bargello in Florenz und dem Louvre. Auf der Vorderseite des Sarkophags sind zuseiten einer Madonna mit Kind Wunder aus dem Leben des Heiligen dargestellt; an den Ecken sind Skulpturen der Kirchenlehrer angebracht.
1411 wurde das Grabmal in die Mitte der Kirche versetzt. Zwischen 1469 und 1473 erhielt der vormals flach geschlossene Sarg einen dachartigen Aufsatz; zu den Bildhauern gehörten der nach diesem Werk benannte Niccolò dell’Arca und der junge Michelangelo. Von Michelangelo stammen die Statuetten des Petronius und des Hl. Proculus von Puteoli. Über dem Aufsatz erhebt sich von zwei Voluten getragen ein hoher und reich gegliederter Sockel mit einer Statue Gottvaters; er ist mit zwei girlandentragenden Putten und vier Delfinen verziert. 1532 fügte Alfonso Lombardi eine Stufe hinzu; sie zeigt Szenen aus dem Leben des Hl. Dominikus. Die letzte Veränderung am Grabmal war der Altar, entworfen von Mauro Tesi (1730–1766) und 1768 ausgeführt von Alessandro Salviolini.
Ab 1597 ersetzte Floriano Ambrosini die gotische Kapelle von 1413 durch einen Neubau. Von 1613 bis 1615 malte Guido Reni das Deckenfresko über der Arca.
Rechts und links der Arca hängen in der Kapelle Gemälde von Alessandro Tiarini und Leonello Spada.